# The O'Kalems Visit to Killarney
Pour plus de détails, voir Fiche technique et Distribution.
The O'Kalems Visit to Killarney est un documentaire américain sorti en 1911, réalisé par Sidney Olcott. Tourné à Killarney, en Irlande, durant l'été 1911.

## Fiche technique
- Réalisation : Sidney Olcott
- Production : Kalem
- Directeur de la photo : George K. Hollister
- Longueur : 480 pieds
- Date de sortie : 
  -  États-Unis : 5 janvier 1912 (New York)
  -  Royaume-Uni : 18 février 1912 (Londres)